# Clorur de ferro(III)
El clorur de ferro(III) és un compost inorgànic utilitzat a escala industrial amb la fórmula FeCl₃. La forma anhidra és deliqüescent i forma una boirina de clorur d'hidrogen en presència d'aire humit. S'utilitza en la depuració d'aigües i tractament d'aigua de consum.
El color dels cristalls de clorur de ferro(III) depèn de l'angle de visió: la llum reflectida pels cristalls de color verd fosc, però per la llum transmesa que apareixen de color porpra-vermell. El clorur ferro(III) anhidre és deliqüescent, formant hidratat clorur d'hidrogen boires en l'aire humit. S'observa rarament en la seva forma natural com a mineral, conegut principalment per algunes fumaroles.
Quan es dissol en l'aigua, el clorur de ferro(III) pateix hidròlisi i emet calor en un exotèrmica reacció. El resultat integral, àcids, i corrosió s'utilitza com un coagulant a tractament d'aigües residuals i producció d'aigua potable, i com gravador per als metalls a base de coure en plaques de circuit imprès. clorur ferro(III) anhidre és un bastant forta àcid de Lewis, i s'utilitza com catalitzador en la síntesi orgànica.

## Propietats físiques i químiques
El clorur de ferro(III) té un punt de fusió relativament baix i es redueix en prop de 315 °C. El vapor format pel dímer Fe 2Cl 6  (compareu amb el clorur d'alumini), que cada vegada es dissocia al monòmer de FeCl 3  (D  3h  grup de simetria Punt de grup simetria molecular) a major temperatura, en competència amb la seva descomposició reversible per donar clorur de ferro(II) i gas clor.

## Usos

### Industrial
En aplicació industrial, el clorur de ferro (III) s'utilitza en tractament d'aigües residuals i de la producció d'aigua potable.
També s'utilitza com a agent de lixiviació en la hidrometal del clorur, separació, per exemple en la producció de Si de FeSi. (Procés Silgrain)
Una altra aplicació important del clorur de ferro (III) és el gravat coure en dues etapes.
El clorur de ferro(III) s'utilitza com a catalitzador per a la reacció d'etilè amb clor, formant diclorur d'etilè (1,2-dicloretà), una substància química dels productes bàsics importants, que s'utilitza principalment per la producció industrial de clorur de vinil, el monòmer per fer Clorur de polivinil.

### Ús de laboratori
Al laboratori, el clorur de ferro(III) s'empra comunament com àcid de Lewis per catalitzar reaccions. És menys potent que clorur d'alumini, però en alguns casos, això condueix a la mansuetud rendiments més alts.
La prova de clorur fèrric prova és una prova tradicional colorimètrics per fenols, que utilitza un 1% de solució de clorur de ferro(III) que ha estat neutralitzat amb hidròxid de sodi fins que es forma un precipitat lleuger de FeO (OH). La barreja és filtrada abans del seu ús. La substància orgànica es dissol en aigua, metanol o etanol, després la planxa neutralitzat és una solució de clorur afegit una coloració transitòria o permanent (generalment morat, verd o blau) indica la presència d'un fenol o Enol.

### Altres usos
- S'utilitza en forma anhidra com a reactiu d'assecatge en certes reaccions.
- Usat pels col·leccionistes de monedes d'Amèrica per identificar les dates de níquel Buffalos que estan tan desgastades que la data ja no és visible.
- Utilitzat pels artesans i ferrers ganivet espasa a tacar les fulles, per donar un efecte de contrast al metall, i veure capes de metall o imperfeccions.
- S'utilitza per gravar la Widmanstätten pattern en ferro meteorits.
- Necessari per al gravat de plaques per a imprimir imatges fotogràfiques i d'art fi a intaglio i per al gravat de cilindres utilitzats en la indústria de la impressió.
- S'utilitza en la pràctica veterinària per tractar la sobreexplotació de les urpes d'un animal, especialment quan els resultats de la sobreexplotació al sagnat.
- Reacciona amb bromur de cyclopentadienylmagnesium en una preparació de ferrocè, un complex metall-sandvitx.[7]
- De vegades s'utilitza en la tècnica de cocció raku com a additiu durant el procés de reducció, convertint una peça de ceràmica de color taronja cremat causa de l'actual contingut de ferro en l'atmosfera reductora.
- S'utilitza per provar la resistència a les picades i la corrosió en escletxes d'acers inoxidables i altres aliatges.
- S'utilitza en conjunció amb Nal en acetonitril per reduir lleugerament Azido orgàniques a les amines primàries.[8]
- S'utilitza en un model animal[9]
- S'utilitza per indicar la presència de salicilats, en particular àcid salicílic i àcid acetilsalicílic (aspirina). Això és útil quan l'aspirina sintetitzar i determinar la seva puresa. Mas Trinder assaig de la taca

## Seguretat
El clorur de ferro(III) és tòxic i altament corrosiu i àcid. El material anhidre és un poderós agent deshidratant.